# Jadranska Lešnica
Jadranska Lešnica (ili Jadarska Lešnica, srp. Јадранска Лешница ili Јадарска Лешница) je naselje na zapadu središnje Srbije. Administrativno pripada općini Loznica u Mačvanskome okrugu.

## Stanovništvo
Prema popisu iz 2002. godine, u Jadranskoj Lešnici živi 2088 stanovnika od kojih je 1566 punoljetno. Prema popisu iz 1991., u Jadarskoj Lešnici je živjelo 2280 stanovnika. Prosječna starost stanovništa iznosi 36,9 godina (36,2 kod muškaraca i 37,7 kod žena). U naselju ima 668 domaćinstava, a prosječan broj članova domaćinstva je 3,13.
Prema popisu iz 2002. godine, Jadransku Lešnicu gotovo u potpunosti naseljavaju Srbi.
| broj stanovnika | 1957  | 2023  | 2039  | 2039  | 2355  | 2280  | 2088  |
|                 | 1948. | 1953. | 1961. | 1971. | 1981. | 1991. | 2002. |